# 高穴镇
高穴镇，是中华人民共和国四川省达州市大竹县下辖的一个乡镇级行政单位。

## 行政区划
高穴镇下辖以下地区：
社区、马道子村、清滩村、月光村、大山村、荣华村、木牌村、新店村、安全村、官家村、红花村、石河村和长征村。